# المتاحف في السعودية
تعود أولى بدايات الاهتمام الرسمي بالمتاحف الأثرية في المملكة العربية السعودية لعام 1364هـ/1945م، حين شاركت السعودية في تأسيس منظمة الأمم المتحدة للتربية والعلم والثقافة "اليونسكو"، ثم تبع ذلك مشاركة السعودية بمعاهدة ثقافية في إطار جامعة الدول العربية تنصّ على ضرورة الاهتمام بمجال الآثار في المنطقة العربية، حيث ذُكِر موضوع المتاحف في مباحثات مؤتمرات الآثار التي أقامتها المنظمة العربية للتربية والثقافة والعلوم (الألكسو) في اللقاءات الخمس الأولى لمؤتمرات الآثار.
كما تعود المبادرات الأهلية بمجال المتاحف إلى تاريخ أسبق في مطلع القرن العشرين 1320هـ/1902م، حيث أسس محمد صالح باعشن بمنزله في جدة أول متحف خاص في السعودية، جمع فيه قطع أثرية وتراثية من جدة ومن دول عربية وآسيوية. لاحقاً أُنشأت المتاحف العامة السعودية لتؤدي مهام تعليمية وتثقيفية، ارتبطت لفترة طويلة بالآثار والتراث الوطني.
يُعرّف نظام الآثار والمتاحف والتراث العمراني الصادر بالمرسوم الملكي عام 1436هـ/2014م المتاحف بأنها " المكان الذي تعرض فيه مواد أثرية، أو فنية، أو ثقافية أو تاريخية أو علمية بشكل دائم، ويحقق عرضها أهدافاً ثقافية أو تربوية أو ترفيهية، ويفتح أبوابه للجمهور في مواعيد ثابتة."

## أول متحف سعودي
أُنشئ أول متحف عام سعودي "متحف جدة للعاديات" قبل إسناد مجاليّ المتاحف والآثار لأي جهة حكومية، بهدف حفظ القطع الأثرية وفتحها للباحثين المُختصّين، وظلّت هذه سمة المتاحف القليلة التي أُنشأت فترة الستينات والسبعينات الميلادية. كما شغل متحف جدة للعاديات قاعة كبيرة في مبنى الشؤون الفنية للثروة المعدنية، التي أصبحت تابعة لوزارة البترول والمعادن (وزارة الطاقة حالياً). امتلئ المتحف بالعديد من الكتابات والنقوش الحجرية، والإسلامية القديمة، وأوانٍ فخارية وخزفية، وعملات. في عام 1961م، زاره عبد القدوس الأنصاري ليصف بعد ذلك موجوداته بدقّة في كتابه "بين الآثار والتراث".

## تاريخ المتاحف في السعودية
بدأ الاهتمام الرسمي بالمتاحف عام 1383هـ/ 1964م، بعد إنشاء إدارة للآثار ترتبط بوزارة المعارف (وزارة التعليم حالياً)، لتبدأ ممارسة مهامها في إحدى صالات معهد العاصمة النموذجي بالرياض، كما ارتبطت الآثار والمتاحف بوزارة المعارف لعلاقة الآثار بالتعليم والتاريخ والجغرافيا، ولأنه لدى وزارة المعارف فروع في كافة مناطق السعودية حتى القرى والبوادي مما يتيح لها أن تكون أقرب للآثار في كافة المناطق.
في عام 1392هـ/ 1972م، صدر مرسوم ملكي بتشكيل المجلس الأعلى للآثار والموافقة على نظام الآثار الذي لم يتضمن أي تنظيم خاص بالمتاحف ما عدا جزئية لها ارتباط بالقطع الأثرية وليس النشاط المتحفي. واستمر العمل بهذا النظام نحو 45 عاماً حتى صدور نظام الآثار والمتاحف والتراث العمراني.
اُفتتح عام 1978م/ 1397هـ، “متحف الآثار والتراث الشعبي الوطني “الذي احتوى على المزيد من المجموعات التي تكونت بعد المسح الأثري الشامل عام 1396هـ/ 1976م، وما رافقه من حفريات أثرية، بالإضافة إلى تشجيع الناس لتقديم ما لديهم من قطع أثرية، ليتحول هذا المتحف بعد سنين للمتحف الوطني.
تميّزت هذه الفترة أيضاً بالكثير من الدراسات "الجغرافية والتاريخية والأدبية"،التي تناولت موضوع المتاحف والآثار حيث كَتب فيه العديد من الرحالة والمحققين المهتمّين في المجال، كعبد القدوس الأنصاري وحمد الجاسر ومحمد العقيلي وعاتق البلادي وغيرهم، سواء في كتب أو مجلات يُعد مجال المتاحف والآثار ضمن نطاق اهتمامها.

## دور الجامعات في مجال المتاحف
ظهر دور الجامعات في عام 1966م، عندما افتتح قسم اللغة العربية في كلية الآداب بجامعة الملك سعود -جامعة الرياض آنذاك- متحفاً للتراث الشعبي، لجمع قطع من التراث الشعبي السعودي للحفاظ عليها من الاندثار بسبب تسارع التغيّرات الحياتية في الجزيرة العربية حينها، تبعه بعام افتتاح متحف الآثار في الجامعة كجزء من نشاط جمعية التاريخ والآثار التابعة لقسم التاريخ في كلية الآداب حينها، بهدف حفظ القطع الأثرية التي يعثر عليها أعضاء الجمعية في رحلاتهم وغير ذلك، تحت إشراف عَالِم الآثار عبد الرحمن الطيب الأنصاري، تبعاً لإنشاء الجمعية واستجابة لرغبة إدارة الآثار والمتاحف بوزارة المعارف تم افتتاح شعبة للآثار في قسم التاريخ؛ لتخريج الكفاءات السعودية في المجال، ثم تطورت هذه الشعبة عام 1398هـ/ 1978م، لتكون أول قسم للآثار والمتاحف في السعودية، ثم اُفتتحت بعد ذلك أقسام السياحة والآثار في جامعتيّ جازان وحائل عام 2009م.

## تأسيس المتحف الوطني
اُفتتح المتحف الوطني في الرياض عام 1999م، متوافقاً في الطراز المعماري مع مباني مركز الملك عبد العزيز التاريخي.
ثم افتتحت وكالة الآثار والمتاحف في عام 2000م "متحف النماص/ قصر النماص للتراث"، وبعدها في عام 2001 "متحف مدينة القنفذة للآثار والتراث الشعبي"، وهو آخر المتاحف التي تأسست تحت إدارة وكالة الآثار والمتاحف. ثم واصلت الجهات الحكومية الأخرى والخاصة إنشاء متاحف متخصصة تتبع غالباً لنشاطاتها. إذ افتتحت وزارة الدفاع بمناسبة مرور 100 عام على دخول الملك عبد العزيز آل سعود للرياض متحفها الأول، وهو "متحف صقر الجزيرة للطيران" في الرياض. كما افتتحت الرئاسة العامة لشؤون المسجد الحرام والمسجد النبوي "معرض عمارة الحرمين الشريفين في مكة المكرمة"، بالإضافة لمتاحف الجامعات الآثارية أو الحربية أو متاحف كلياتها الطبية والعلمية.

## انفصال متاحف الآثار عن بقية المتاحف الأخرى
تحولت إدارة الآثار والمتاحف إلى وكالة مساعدة للآثار والمتاحف، وبدأ إنشاء المتاحف في المناطق التي تتميز بكثرة المواقع الأثرية بالشكل الكافِ لملئ متحف، تحديداً بجوار المواقع الأثرية المهمة، وكان الهدف منها أن تكون في ذات الوقت إدارات تابعة للوكالة المساعدة للآثار والمتاحف في المناطق التي أُنشأت فيها، ومراكز بحثية للمتخصصين، بالإضافة لكونها متاحف، سيراً على اقتران المتاحف بقطاع الآثار، رُكّزت جهود الوكالة على ترميم مباني أثرية لتحويلها لمتاحف يُصبح بعضها متاحف إقليمية -متاحف المدن الرئيسية في المناطق- وإدارات للآثار في مناطقها.
اُفتتحت المتاحف المحلية الستة في (الجوف، والهفوف، وتيماء، ونجران، وجازان، والعلا) عام 1987م. وفي عام 1995م اُفتتحت ثلاث قصور مُرمّمة كمتاحف وهي متحف المصمك في الرياض، الذي شكّل الانطلاقة الأولى للملك عبد العزيز آل سعود أثناء توحيد المملكة العربية السعودية، ومتحف جدة الإقليمي بقصر خزام، ومتحف الطائف الإقليمي بقصر شبرا التاريخي، فيما اكتمل ترميم متحف المجمعة في بيت الربيعة التراثي، ومتحف المدينة المنورة بمحطة سكة المدينة المنورة عام 1998م.
في الثمانينات والتسعينات الميلادية، بدأ ظهور المتاحف المتخصصة في مواضيع معينة -مجموعات هذه المتاحف ليست آثاريه أو تراثية بشكل رئيسي- عن طريق جهات حكومية أو كليات جامعية، حيث افتتحت مؤسسة النقد العربي السعودي "متحف العملات" بالرياض، وافتتحت شركة أرامكو "متحف الزيت" بمدينة الظهران، وافتتحت كلية العلوم بجامعة الملك سعود "متحف علم الحيوان"، كما ظهر أول إصدار جامعي متخصص بالآثار والمتاحف بمناسبة مرور عشر سنوات على تأسيس قسم الآثار والمتاحف بجامعة الملك سعود، بعده بسنوات صدرت أول دورية جامعية سعودية محكمة عن نفس القسم والجامعة.

## عدد المتاحف التي افتتحت خلال الفترة 2007 - 2018
| نوع المتحف                                                                            | العدد | المنطقة |
| ------------------------------------------------------------------------------------- | ----- | --- |
| إقليمي                                                                                | 1     | الحدود الشمالية عام 2007. |
| تاريخي "قصور مرممة"، ومتاحف محافظات غالباً في المتاحف التاريخية وقصور الملك عبد العزيز | 17    | الزلفي، الدوادمي، وادي الدواسر، ضبا، الوجه، شقراء، طريق الحج الشامي بقلعة الحجر، سكة حديد الحجاز بورشة القطارات بالحجر، المجمعة، البديعة، الغاط، قلعة تبوك، سكة الحديد بتبوك، القريات، الهفوف، الأحساء، بالإضافة لتحويل قصر خزام بجدة إلى متحف للتراث الإسلامي يحمل اسم الملك عبد العزيز.                                                                                        |
| مكشوف/ مفتوح                                                                          | 1     | متحف جدة للمجسمات، وهو متحف فنّي لعدد من المجسّمات والمنحوتات التي زينت مدينة جدة منذ الستينات الميلادية. |
| افتراضي                                                                               | 1     | كتيب "المتحف الافتراضي لروائع آثار المملكة". |
| مُتخصص                                                                                 | 6     | "متحف العلوم والتقنية في الإسلام" لجامعة الملك عبدالله للعلوم والتقنية بثول. "متحف العلوم والتقنية في الإسلام" لجامعة الإمام محمد بن سعود الإسلامية بالرياض، "متحف الفن العربي الإسلامي" لمركز الملك فيصل للبحوث والدراسات الإسلامية بالرياض، "متحف إثراء"، و"متحف إثراء للطفل" لمركز الملك عبد العزيز الثقافي العالمي بالظهران، و"واحة الملك سلمان للعلوم" لأمانة منطقة الرياض. |